# Asplenium flagrum
Asplenium flagrum är en svartbräkenväxtart som beskrevs av Warren Herbert Wagner och Daniel D. Palmer.
Asplenium flagrum ingår i släktet Asplenium och familjen Aspleniaceae. Inga underarter finns listade i Catalogue of Life.